# Willy Coppens de Houthulst
Baron Willy Omer François Jean Coppens de Houthulst (Watermaal-Bosvoorde, 6 juli 1892 – Berchem, 21 december 1986) was een aas uit de Eerste Wereldoorlog met de meeste Belgische overwinningen op zijn naam.

## Levensloop
Coppens, zoon van kunstenaar Omer Coppens, werd in 1913 opgeroepen voor militaire dienst en gelegerd bij het 2de Regiment Grenadiers. Hij voelde zich meer geroepen tot de Compagnie des Aviateurs maar zijn aanvraag werd afgewezen.
Na een jaar bij de Grenadiers nam hij, op eigen kosten, vlieglessen bij de Burgerluchtvaartschool te Hendon in het Verenigd Koninkrijk (met 39 andere Belgen). Daar kreeg hij onder andere les van Albert Ball. Twee maanden later nam Willy Coppens cursussen bij de Militaire Luchtvaartschool van Étampes, waar hij tijdens de training het wereldhoogterecord brak. Op 9 december 1915 haalde hij zijn vliegbrevet.

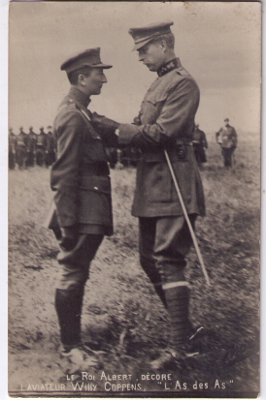
Willy Coppens wordt gedecoreerd door de koning.

Zijn actieve dienst in de Eerste Wereldoorlog ving aan eind 1916 met verkenningsvluchten in Houtem bij het 6e escadrille. Op 8 april werd hij gepromoveerd tot sergeant en overgeplaatst naar het 4e escadrille, voor verkenningsvluchten. Hij smeekte om overplaatsing teneinde als jager te vliegen. In juni 1917 werd hij overgeplaatst naar het 1e escadrille van Fernand Jacquet in De Moeren. Daar werd hij aangesteld als jager en moest hij vliegen met zijn karakteristieke blauwe Hanriot HD-1, bij de Duitsers bekend als "de Blauwe Duivel". In februari 1918 kwam hij bij het 9e escadrille, waar hij zich ontwikkelde tot specialist in het neerhalen van observatie- en artilleriebegeleidingsballonnen, de "Drachen". Slechts drie van zijn 37 overwinningen betroffen het uit de lucht halen van andere vliegtuigen. Maar omdat het neerhalen van ballonnen een riskante operatie was, werden deze overwinningen meegeteld. Op 14 oktober 1918, bij zijn laatste overwinning, werd hij gewond aan zijn been. Met zware bloedingen crashte hij en zijn been moest geamputeerd worden.
Na de oorlog was Willy Coppens Belgisch militair attaché in het Verenigd Koninkrijk en vervolgens in Parijs. In maart 1926 voerde hij samen met George Medaets en Jean Verhaegen een geslaagde vlucht uit van Brussel naar Leopoldville. Dit deed het drietal in zeven etappes in een Breguet 19 genaamd Reine Elisabeth. Een jaar later wilden ze het succes herhalen maar het vliegtuig stortte neer. De inzittenden overleefden de crash. In 1940 ging hij met pensioen.
Tijdens de Tweede Wereldoorlog verbleef hij in Zwitserland, eveneens als militair attaché. Daar wendde hij zijn invloed aan om Belgische gevangenen in Duitsland te helpen via het Rode Kruis. Na de oorlog schreef hij talrijke artikels over politieke onderwerpen, voornamelijk in La Libre Belgique.
Hij overleed op 94-jarige leeftijd. Hij was getrouwd met Ariane Martin (1915-2003) en ze hadden twee dochters.

## Varia
- Ondanks zijn geamputeerde been wist hij in september 1928 het hoogterecord parachutespringen te verbeteren door te springen vanaf 6.000 meter.
- In Klerken staat een gedenksteen ter ere van Willy Coppens, aan de rand van het Willy Coppensplein.
- In zijn geboortegemeente Watermaal-Bosvoorde werd een straat naar hem genoemd.

## Eervolle onderscheidingen

### Adel
- Willy Coppens werd op 15 november 1919 in de erfelijke adelstand opgenomen met de titel ridder.
- In 1930 kreeg hij vergunning om aan zijn naam de Houthulst toe te voegen
- In 1960 werd hem de persoonlijke titel van baron verleend.

### Ordetekens
- België: Commandeur Kroonorde (België)
- België: Commandeur in de Orde van Leopold II met Zwaarden
- België: Officier Leopoldorde met Palm
- België: Oorlogskruis (België) 1914-1918 met 27 Palmen en 13 Bronzen Leeuwen
- België: IJzerkruis
- België: Vuurkruis
- België: Herinneringsmedaille van de Oorlog 1914-1918
- België: Overwinningsmedaille
- België: Militair Kruis 2de Klasse
- België: Herinneringsmedaille van het Eeuwfeest
- België: Vijf Frontstrepen
- België: Eén Kwetsuurstreep
- België: Medaille van de IJzer
- Marokko: Grootofficier Orde van Sharifian Alawaidis
- Tunesië: Orde van de Glorie
- Frankrijk: Commandeur Legioen van Eer
- Benin: Orde van de Zwarte Ster
- Spanje: Orde van Isabella de Katholieke
- Servië: Officier Orde van de Witte Adelaar met Zwaarden
- Italië: Officier Orde van Sint-Mauritius en Sint-Lazarus
- Italië: Oorlogskruis 1914-1918
- Polen: Ridderorde Orde Virtuti Militari
- Verenigd Koninkrijk: Orde van Voorname Dienst (Distinguished Service Order)
- Verenigd Koninkrijk: Military Cross
- Italië: Zilveren Medaille voor Militaire Dapperheid
- Frankrijk: Croix de Guerre (Frankrijk) 1914-1918 met 2 Palmen
- Portugal: Oorlogskruis met Gouden Kruis in Palm
- Polen: Oorlogskruis 1914-1918

## Publicaties
- Jours Envolés, Mémoires, Parijs, 1932
  - vertaling in het Engels, Flying in Flanders, 1970
  - heruitgave van de vertaling als Days on the wing, 1980
- Un Homme Volant Jan Olieslagers, 1935
- L'Homme A Conquis Le Ciel, 1937
- Reclassements - 1 - Hélice En Croix, 1945
- Reclassements - 2 - Vue Cavalière, 1947
- La Justice Belge Cul Par-Dessus Tète - Cartes Sur Table, 1970
- Une Figure De Proue Jan Olieslagers, 1973
- Aviateurs célèbres et un intrus au temps des hélices, Oostende, 1973
- Londres Et Paris En Contrepoint, 1974